# Piana di Monte Verna
Piana di Monte Verna ist eine italienische Gemeinde (comune) mit 2057 Einwohnern (Stand 31. Dezember 2023) in der Provinz Caserta in Kampanien. Die Gemeinde liegt etwa 10,5 Kilometer nördlich von Caserta in den Monti Trebulani und grenzt unmittelbar an die Provinz Benevento. Die südliche Gemeindegrenze bildet der Volturno.

## Geschichte
Erstmals urkundlich erwähnt wurde der Ort um 1205. Die Kirche Santa Maria a Marciano, etwas südlich des Ortes, wurde aber bereits um 1000 errichtet. 

## Verkehr
Der Bahnhof von Piana di Monte Verna liegt an der Bahnstrecke von Santa Maria Capua Vetere nach Piedimonte Matese. Durch die Gemeinde führt die frühere Strada Statale 87 Sannitica (heute eine Provinzstraße).